# Национално знаме на Чили
Националното знаме на Чили има правоъгълна форма с отношение ширина към дължина е 2:3 и се състои се от две еднакви цветни полета – бяло отгоре и червено отдолу. В бялото поле, от към страната на носещото тяло е изобразена бяла поетолъчка в син квадрат. Височината на квадрата е равна на височината на бялото поле.
Синият цвят символизира небето, белият – Андите, червеният кръвта пролята за независимостта на страната, а петолъчката символизира напредъка и честта. 

## История
Първото знаме на Чили като независима страна е използвано между 1812 и 1814 година. То е съставено от три еднакви хоризонтални полета – синьо, бяло и жълто, които символизират величие, законност и мощ. През октомври 1817 г. е прието ново знаме на Чили, в което жълтото поле от предишното знаме е заменено с червено. Това знаме е използвано за кратко. На 18 октомври 1817 г. е прието официално знамето, което се използва и до днес.

## Знаме през годините
- (1812 – 1814)
- (1817 – 1818)